# Massimo Cenci
Massimo Cenci (né le 8 juin 1967) est un homme politique de Saint-Marin, Capitaine Régent pour la période du 1er avril 2009 au 1er octobre 2009 avec Oscar Mina. 
Massimo Cenci est élu au Grand Conseil général sur la liste "La Liberté" (Lista della Libertà). En 2005, il est l'un des fondateurs du Nouveau Parti socialiste.